# 特賴滕
特賴滕是瑞士的城鎮，位於該國中西部，由伯恩州負責管轄，面積4.76平方公里，海拔高度442米，2011年人口434，九成人口信奉基督教，人口密度每平方公里91人。